# Orožje za množično uničevanje
Orožje za množično uničevanje je orožje, sposobno hipoma ubiti na milijone ljudi, ogroziti naravno okolje in s svojim delovanjem drastično spremeniti življenje prihodnjih generacij. Izraz ni natančno definiran, vključuje pa jedrska, radiološka, kemična in biološka orožja, ki imajo uničevalni potencial primerljiv z atomsko bombo. Nasprotje tega je konvencionalno orožje z manjšim uničevalnim potencialom.
Prva znana uporaba izraza sicer sega že v leto 1937, ko je canterburyjski nadškof Cosmo Gordon Lang z njim opisal formacije bombnikov med bombardiranjem Guernice v španski državljanski vojni. Šlo je za odraz industializacije vojskovanja, ki se je nadaljevala in dosegla prvi vrhunec med drugo svetovno vojno, konec katere je bilo prvič uporabljeno jedrsko orožje za bombardiranje Hirošime in Nagasakija. Pretres druge svetovne vojne je vodil do ustanovitve Organizacije združenih narodov, ki je v letih po njej začela obravnavati orožja za množično uničevanje kot samostojno kategorijo, zaobjemši tudi kemična in biološka orožja (predvsem kemična, ki so bila prav tako uporabljena med vojskovanjem in so jih industrializirane države množično proizvajale).
Tekom druge polovice 20. stoletja, med hladno vojno in po njej, se je termin uporabljal predvsem v kontekstu jedrske oboroževalne tekme med Sovjetsko zvezo in Združenimi državami Amerike ter kasnejšega razoroževanja. V publicistiki in splošni rabi se je izjemno razširil leta 2003 ob začetku zahodne invazije na Irak pod vodstvom administracije ameriškega predsednika Georgea W. Busha, ki je obtožila iraškega voditelja Sadama Huseina, da kopiči orožje za množično uničevanje, predvsem kemično (te trditve so se kasneje izkazale za neresnične).
V polnem pomenu je bilo orožje za množično uničevanje doslej uporabljeno le za jedrsko bombardiranje Hirošime in Nagasakija. Klor in iperit so uporabljali kot bojna strupa v jarkih med prvo svetovno vojno ter kasneje med iransko-iraško vojno, biološko orožje pa v boju nazadnje med drugo svetovno vojno, ko so Japonci odmetavali vsebnike s povzročiteljem kuge nad kitajskimi mesti. Kljub temu predvsem kemična in biološka orožja povzročajo precej skrbi v mednarodni skupnosti zaradi možnosti, da jih pridobijo manjše države in nedržavni akterji, kot so razne teroristične skupine. Jedrsko orožje zaradi tehnološke zahtevnosti in strogega nadzora ni širše dostopno, je pa zaradi izjemne uničevalne moči in zalog pri razvitih državah še vedno aktualna tema v mednarodnih odnosih. Rezultat je vrsta mednarodnih sporazumov za omejevanje širjenja orožja za množično uničevanje:
- sporazum o delni prepovedi jedrskih poskusov (1963)[5]
- pogodba o vesolju (1967)[6]
- pogodba o neširjenju jedrskega orožja (1968, v veljavo stopila 1970)[7]
- pogodba o prepovedi spravljanja jedrskega in drugega orožja za množično uničevanje na morskem in oceanskem dnu ter pod njim (1971, v veljavo stopila 1972)[8]
- konvencija o biološkem in toksičnem orožju (1972, v veljavo stopila 1975)[9]
- konvencija o kemičnem orožju (1992, v veljavo stopila 1997)[10]
- pogodba o celoviti prepovedi jedrskih poskusov (1996, še ni v veljavi)[11]
- pogodba o prepovedi jedrskega orožja (2017, v veljavo stopila 2021)[12]